# Залцхаузен
Залцхаузен (њем. Salzhausen) општина је у њемачкој савезној држави Доња Саксонија. Једно је од 42 општинска средишта округа Харбург. Према процјени из 2010. у општини је живјело 4.534 становника. Посједује регионалну шифру (AGS) 3353030.

## Географски и демографски подаци
Залцхаузен се налази у савезној држави Доња Саксонија у округу Харбург. Општина се налази на надморској висини од 27 метара. Површина општине износи 34,7 km². У самом мјесту је, према процјени из 2010. године, живјело 4.534 становника. Просјечна густина становништва износи 131 становника/km².

## Међународна сарадња
| Мјесто | Држава | Врста сарадње | Од    |
| ------ | ------ | ------------- | ----- |
|        | Пољска | контакт       | 2000. |
| Извор  |        |               |       |